# تشارلز كوفنغتون
تشارلز كوفنغتون (بالإنجليزية: Charles Covington)‏ هو عازف بيانو أمريكي، ولد في 1940.

## وصلات خارجية
- تشارلز كوفنغتون على موقع ميوزك برينز (الإنجليزية)
- تشارلز كوفنغتون على موقع أول ميوزيك (الإنجليزية)
- تشارلز كوفنغتون على موقع ديسكوغز (الإنجليزية)